# جولة مئوية
في لعبة السنوكر، الحصدة المئوية هي 100 نقطة أو أكثر خلال جولة واحدة على الطاولة دون تضييع رمية، وتتطلب إدخال 25 كرة متتابعة على الأقل. تُعتبر القدرة على تسجيل هجمات مئوية علامة على مهارة فائقة في لعبة السنوكر، وقد وصف اللاعب روني أوسوليفان الحصدة المئوية الأولى في مشواره بأنها «معلم رئيسي لكل لاعب سنوكر».
سجّل لاعبو السنوكر أكثر من 20 ألف حصدة مئوية خلال البطولات الاحترافية. وفي عام 2014، أصبح نيل روبرتسون أول لاعب يسجل أكثر من 100 حصدة مئوية في موسم واحد، وهو عدد لم يصل إليه سوى حوالي 60 لاعبًا آخرين طوال حياتهم المهنية وليس في موسم واحد. ولا يزال روني أوسوليفان يحمل الرقم القياسي لإحرازه ألف حصدة مئوية مهنية، وقد حقق روني ذلك في الشوط النهائي لبطولة 2019 للاعبين في بريستون.

## قواعد

طاولة السنوكر وقد وضعت الكرات في مواقعها المعينة

في الأحوال المعتادة، تبلغ أعلى حصدة مئوية 147 نقطة، ولا تصل الحصدة المئوية إلى هذا العدد إلا بإدخال جميع الكرات الحُمر الخمسة عشرة، ويُحسب إدخال كل كرة حمراء هو نقطة، ولتحلقيق ال147 نقطة، يجب أيضاً بعد إدخال كل كرة حمراء، إدخال الكرة السوداء، وتُحسب لكل كرة سوداء 7 نقاط، وبعد إنهاء الكرات الحُمر بالطريقة المذكورة، يجب إدخال الألوان الستة الأخرى متتابعة؛ وهي الكرة الصفراء والخضراء والبنية والزرقاء والوردية ثم يُختم بالسوداء،
أما إذا أُدخلت الكرات الحُمر الخمسة عشرة وأُدخلت الكرة الصفراء بدلاً من السوداء، فإن الإحراز الأكبر سيكون 72 نقطة، وهذا يعني أن الحصدة المئوية يجب أن تكون بإدخال كرة حمراء تتبعها كل ملونة، ثم حمراء ثم ملونة وهكذا حتى إنهاء الكرات الحمر مع كرات ملونة مختلفة لا تقتصر على الصفراء، ويجب أن لا يقل عدد الإدخالات 25 كرة متتابعة في الحصدة المئوية يجب أن لا تقل الكرات الحمراء المُدخَلة عن 10 كرات. لكن قد تُحصد الحصدة المئوية بوجود 9 كرات حُمر، إن أخطأ اللاعب الخصم في رمي الكرة الصحيحة، وانحجبت الكرة البيضاء عن الكرات الحُمر، حينئذٍ يحصل اللاعب الآخر على كرة حرة، فيستطيع أن يرمي أي كرة ملونة بديلة عن الحمراء فتتحقق الحصدة المئوية ب 9 كرات حُمر زائداً كرة ملونة تُعتبر في هذه الحالة مساوية للحمراء.
قد تبلغ الحصدة الواحدة فوق 147 نقطة، فتصل إلى الحد الأقصى 155، ذلك حين يخطئ اللاعب الخصم في رمي الكرة الصحيحة، وتنحجب الكرة البيضاء عن الكرات الحُمر، حينئذٍ يحصل اللاعب الآخر على كرة حرة يضاف إحرازها إلى الكرات الحُمر الخمسة عشرة، فكأنما حصل اللاعب على 16 عشرة كرة حمراء، علماً بأن إحراز فوق ال147 نقطة أمر لم يحدث إلا بيد اللاعب جيمي برنت في مباراة رسمية واحدة، حين أحرز 148 نقطة في تصفيات بطولة المملكة المتحدة 2004.

## قائمة أصحاب الهجمات المئوية المؤكدة في منافسات رسمية
</br> مئوية المئويات هي مجموع مئة شوط سنوكر يحرز اللاعب في كل شوط مئة نقطة. حتى شهر ديسمبر من عام 2001، لم يكن قد أحرز هذه المرتبة إلا 15 لاعباً في مباريات رسمية  غير أنه بعد ذلك ازدات مئوية المئويات، فلم تأت سنة 2011 حتى حقق هذه المرتبة 27 لاعباً،  وبحلول نهاية موسم 2013/2014، ارتفع إجمالي عدد اللاعبين الذين وصلوا إلى هذه المرتبة إلى 52. كان نيل روبرتسون هو الوحيد الذي حقق مئة مئوية في موسم واحد ، خلال 2013/2014 . وفي بطولة إنجلترا المفتوحة في نهاية عام 2018، بلغ عدد الذين أحرزوا المئوية 66 لاعباً. وفيما يلي أسماء اللاعبين الذي زادت مئوياتهم على المئة.
| عتبة | لاعب                              | المرجع       |
| ---- | --------------------------------- | ------------ |
| 1000 | وصلة=\|حدود Ronnie O'Sullivan     | [ 9 ]        |
| 750  | وصلة=\|حدود Stephen Hendry (775†) | [ 10 ]       |
| 700  | وصلة=\|حدود John Higgins          | [ 11 ]       |
| 600  | وصلة=\|حدود Neil Robertson        | [ 12 ]       |
| 550  | وصلة=\|حدود Judd Trump            | [ 13 ]       |
| 550  | وصلة=\|حدود Mark Selby            | [ 13 ]       |
| 450  | وصلة=\|حدود دينغ جون هوى          | [ 13 ]       |
| 450  | وصلة=\|حدود Marco Fu              |              |
| 450  | وصلة=\|حدود Shaun Murphy          |              |
| 450  | وصلة=\|حدود Mark Williams         |              |
| 400  | وصلة=\|حدود Mark Allen            | [ 14 ]       |
| 350  | وصلة=\|حدود Steve Davis (355 †)   | [ 15 ]       |
| 300  | وصلة=\|حدود Ken Doherty           | [ 2 ] [ 16 ] |
| 300  | وصلة=\|حدود Barry Hawkins         | [ 17 ]       |
| 250  | وصلة=\|حدود Matthew Stevens       | [ 18 ]       |
| 100  | وصلة=\|حدود Willie Thorne (126 †) | [ 19 ]       |
| 100  | وصلة=\|حدود Paul Hunter (114 †)   | [ 20 ]       |
| 100  | وصلة=\|حدود Ian McCulloch (105 †) | [ 21 ]       |
| 100  | وصلة=\|حدود Nigel Bond            | [ 22 ]       |
| 100  | وصلة=\|حدود Mark King             | [ 23 ]       |

## قائمة لاعبين أخرى ممن أحرزوا مئة مئوية في منافسات رسمية
| Threshold | Player                | Ref                |
| --------- | --------------------- | ------------------ |
| 1000      | Ronnie O'Sullivan     | [ 9 ]              |
| 750       | Stephen Hendry (775†) | [ 10 ]             |
| 700       | John Higgins          | [ 11 ]             |
| 600       | Neil Robertson        | [ 12 ]             |
| 600       | Judd Trump            | [بحاجة لتحديث]     |
| 500       | Mark Selby            | [ 25 ]             |
| 450       | دينغ جون هوي          | [بحاجة لتحديث]     |
| 450       | Marco Fu              | [بحاجة لتحديث]     |
| 450       | Shaun Murphy          | [بحاجة لتحديث]     |
| 450       | Mark Williams         | [بحاجة لتحديث]     |
| 400       | Mark Allen            | [ 14 ]             |
| 350       | Steve Davis (355†)    | [ 15 ]             |
| 350       | Stephen Maguire       | [بحاجة لتحديث]     |
| 350       | Stuart Bingham        | [بحاجة لتحديث]     |
| 350       | Peter Ebdon           | [بحاجة لتحديث]     |
| 350       | Ryan Day              | [بحاجة لتحديث]     |
| 300       | Ken Doherty           | [ 2 ] [ 16 ]       |
| 300       | Jimmy White           | [بحاجة لمصدر أفضل] |
| 300       | Barry Hawkins         | [ 35 ]             |

| علامة الخنجرية | Exact tally for a retired player |

| Threshold          | Player              | Ref                |
| ------------------ | ------------------- | ------------------ |
| 250                | Matthew Stevens     | [ 36 ]             |
| 250                | Anthony Hamilton    | [بحاجة لمصدر أفضل] |
| 250                | Joe Perry           | [بحاجة لمصدر أفضل] |
| 250                | Ali Carter          | [بحاجة لمصدر أفضل] |
| 250                | Ricky Walden        | [بحاجة لمصدر أفضل] |
| 200                | John Parrott (221†) | [بحاجة لمصدر أفضل] |
| 200                | Mark Davis          | [بحاجة لمصدر أفضل] |
| 200                | Liang Wenbo         | [بحاجة لمصدر أفضل] |
| 200                | Alan McManus        | [بحاجة لمصدر أفضل] |
| 200                | Fergal O'Brien      | [بحاجة لمصدر أفضل] |
| 200                | Dominic Dale        | [بحاجة لمصدر أفضل] |
| 200                | David Gilbert       | [بحاجة لتحديث]     |
| 200                | Graeme Dott         | [بحاجة لمصدر أفضل] |
| 150                |                     |                    |
| Stephen Lee (184†) | [بحاجة لمصدر أفضل]  |                    |
| James Wattana      | [بحاجة لمصدر أفضل]  |                    |
| Robin Hull         | [بحاجة لمصدر أفضل]  |                    |
| Jamie Cope         | [بحاجة لمصدر أفضل]  |                    |
| Martin Gould       | [بحاجة لمصدر أفضل]  |                    |
| Tom Ford           | [ 38 ]              |                    |
| Michael Holt       | [ 39 ]              |                    |
| Kurt Maflin        | [بحاجة لمصدر أفضل]  |                    |

| Threshold | Player               | Ref                |
| --------- | -------------------- | ------------------ |
| 100       | Dave Harold (143†)   | [بحاجة لمصدر أفضل] |
| 100       | Jamie Burnett (136†) | [بحاجة لمصدر أفضل] |
| 100       | Willie Thorne (126†) | [ 19 ]             |
| 100       | Paul Hunter (114†)   | [ 20 ]             |
| 100       | Darren Morgan (111†) | [بحاجة لمصدر أفضل] |
| 100       | Ian McCulloch (105†) | [ 21 ]             |
| 100       | Andy Hicks           | [بحاجة لمصدر أفضل] |
| 100       | Tony Drago           | [بحاجة لمصدر أفضل] |
| 100       | Barry Pinches        | [بحاجة لمصدر أفضل] |
| 100       | Nigel Bond           | [ 22 ]             |
| 100       | Mark King            | [ 23 ]             |
| 100       | Robert Milkins       | [بحاجة لمصدر أفضل] |
| 100       | Michael White        | [بحاجة لمصدر أفضل] |
| 100       | Andrew Higginson     | [بحاجة لمصدر أفضل] |
| 100       | Joe Swail            | [بحاجة لمصدر أفضل] |
| 100       | Kyren Wilson         | [بحاجة لمصدر أفضل] |
| 100       | Anthony McGill       | [بحاجة لمصدر أفضل] |
| 100       | Xiao Guodong         | [بحاجة لمصدر أفضل] |
| 100       | Alfie Burden         | [بحاجة لمصدر أفضل] |
| 100       | Jimmy Robertson      | [بحاجة لمصدر أفضل] |
| 100       | Jack Lisowski        | [بحاجة لمصدر أفضل] |
| 100       | Ben Woollaston       | [بحاجة لمصدر أفضل] |
| 100       | Rod Lawler           | [بحاجة لمصدر أفضل] |
| 100       | Gerard Greene        | [بحاجة لمصدر أفضل] |
| 100       | Tian Pengfei         | [بحاجة لمصدر أفضل] |
| 100       | Matthew Selt         | [بحاجة لمصدر أفضل] |

## وقائع

### احترافية
- قام جو ديفيس بتحقيق أول مئوية متلفزة في عام 1962.[2]
- سجل روني أوسوليفان الرقم القياسي في تسجيل أكثر من ألف مئوية.[9] وكان قبل ذلك ستيفن هندري هو صاحب الرقم القياسي بإحراز 775 مئوية في حياته المهنية.[41]
- هوراس ليندروم هو أول لاعب يسجل 1000 أمام الجمهور.[42]
- أول لاعب يسجل 1000 حصدة مئوية في المنافسة الاحترافية هو روني أوسوليفان، وهو إنجاز حققه في بطولة 2019 للاعبين في 10 مارس 2019.[13]
- أصبحت ستايسي هيليارد أول امرأة تسجل قرنًا تنافسيًا في يناير 1985.[43]
- كان توني دراجو أسرع استراحة مسجلة في القرن في بطولة المملكة المتحدة عام 1996، حيث استغرق 3 دقائق و 31 ثانية (211 ثانية) ليسجل مائة نقطة.[44]
- أصغر لاعب يسجل حصدة مئوية هو مايكل وايت في سن التاسعة في مارس 2001.
- كان أول لاعب يصل إلى 50 قرنًا في موسم واحد هو هندري، مع استراحة استمرت 53 قرنًا من موسم 1994/1995.[45][46]
  - حقق هندري 51 قرنًا آخر خلال موسم 1995/1996، في حين اقترب أوسوليفان من 48 عامًا في موسم 2006/2007، [47] ولكن لم يكن حتى موسم 2010/2011 عندما تم تسجيل الرقم القياسي الأخير بواسطة مارك سيلبي مع 54 قرنًا، [44][48][49] ومرة أخرى من قِبل سيلبي بفترة استراحة تبلغ 55 قرنًا في موسم 2011/2012.[50][51] حقق جود ترامب الرقم القياسي برصيد 61 قرنا في موسم 2012/2013 وتم تسجيل الرقم القياسي للموسم الرابع على التوالي في 2013/2014 عندما تخطى نيل روبرتسون رصيد ترامب.[52]
- اللاعب الأول (وحتى الآن، فقط) الذي يصل إلى «قرون من قرون» (100 قرن استراحة) خلال موسم واحد هو نيل روبرتسون في موسم 2013/2014 في 30 أبريل 2014 خلال مباراة ربع النهائي ضد جود ترامب في بطولة العالم 2014.[53] في المجموع، جمعت روبرتسون 103 فواصل القرن طوال الموسم.[54][55]

### حدث
- معظم القرون التي قام بها لاعب في مباراة واحدة خلال بطولة احترافية هو سبعة ويتم مشاركة الرقم القياسي مع ستيفن هندري ودينغ جون هوى وجود ترامب.
  - سجل هندري الرقم القياسي خلال نهائي بطولة المملكة المتحدة عام 1994 .[44] خلال هذه المباراة، جمعت هندري ستة قرون في غضون ثمانية إطارات.[56]
  - تعادل دينغ الرقم القياسي في مباراة نصف النهائي في بطولة العالم 2016 . هذا أيضًا رقم قياسي لمباراة في مسرح Crucible ، متغلبًا على الرقم القياسي السابق لستة مشاركين من قبل مارك سيلبي وروني أوسوليفان.[57]
  - تعادل ترامب الرقم القياسي في المباراة النهائية في بطولة العالم 2019.[58] هذا يعادل سجل دينغ في مسرح Crucible وسجل هندري للنهائي. كما سجل رقماً قياسياً جديداً لنهائي بطولة العالم في بطولة Crucible ، متجاوزاً حصيلة أوسوليفان البالغة ستة قرون خلال المباراة النهائية لبطولة العالم 2013.[59]
  - سجل سيلبي الذي امتد لستة قرون في مباراة الدور الثاني في بطولة العالم 2011 رقما قياسيا في أفضل مباراة من بين 25 مباراة.[60]
  - يحمل أوسوليفان الرقم القياسي في تحقيق أكبر عدد من القرون في أفضل مباراة من بين 9 مباريات جمعت خمسة قرون (بما في ذلك 147) للفوز على علي كارتر 5-2 في كأس إيرلندا الشمالية 2007 .
  - يحمل Fergal O'Brien الرقم القياسي لأكثر من قرون في أفضل مباراة من 11، حيث جمع خمسة قرون للفوز على Barry Hawkins 6-5 في بطولة المملكة المتحدة 2016.[61]
- الرقم القياسي لكسر القرن مجتمعة في لعبة واحدة من قبل كلا اللاعبين هو أحد عشر، حققها جود ترامب (سبعة) وجون هيغنز (أربعة) في نهائي بطولة العالم 2019 . هذا حطم الرقم القياسي السابق وهو عشرة، الذي حققه دينغ جون هوى (سبعة) وألان مكمانوس (ثلاثة) في مباراة نصف النهائي في بطولة العالم 2016.[62]
- معظم فترات الاستراحة في حدث الترتيب هي ثمانية عشر قرنًا من قِبل دينغ خلال بطولة العالم لعام 2016، حيث جمعت ثلاثة منها خلال التصفيات وخمسة عشر مرة أخرى في مسرح Crucible خلال الحدث الرئيسي.[63][64] سجل هندري سابقًا رقمًا قياسيًا بلغ 16 عامًا في بطولة العالم 2002، والتي لا تزال سجلاً متلفزًا وبوتقة وسجلاً.
- قام أوسوليفان بتجميع فواصل القرن أكثر من أي لاعب آخر في مسابقة بطولة العالم في مسرح Crucible . حطم الرقم القياسي لهندري 127 في بطولة عام 2013، [65] مدد مجموعه إلى 162 حتى بطولة 2017 . جون هيغنز هو اللاعب الوحيد الآخر إلى جانب هندري وأوسوليفان الذي يجمع أكثر من 100 قرن في بطولة العالم في عصر Crucible.[66][67][68]
- تم تسجيل رقم قياسي إجمالي يصل إلى 100 قرش في بطولة العالم 2019، محطمًا الرقم القياسي السابق البالغ 86 الذي سجلته بطولة العالم لعامي 2015 و 2016.[69]

### على التوالي
- يتم مشاركة الرقم القياسي لأكثر من قرون متتالية في المباراة من قبل كيرين ويلسون وأنتوني هاملتون الذين جمعوا ستة منهم في التصفيات المؤهلة إلى بطولة الصين المفتوحة في 11 فبراير 2016.[70] سجل روني أوسوليفان وستيفن هندري الرقم القياسي السابق البالغ خمسة قرون في نهائي بطولة بريطانيا المفتوحة عام 2003، وستيفن ماجوير ونيل روبرتسون في دور الثمانية في بطولة 2009 للماجستير.[44]
- حقق ستيفن ماجواير خمسة قرون متتالية في بطولة بريطانيا المفتوحة 2004 التي تضم الإطارات الثلاثة الأخيرة من ربع النهائي والأولان في الدور نصف النهائي.
- حقق ثلاثة لاعبين فقط أربعة قرون متتالية في مباراة: هيغنز في نهائي سباق الجائزة الكبرى لعام 2005، وشون مورفي في بطولة ويلز المفتوحة 2007 وروبرتسون في بطولة الرور المفتوحة 2013.[71]

1. ↑  Jamie Shaw (2 مارس 2015). "Ruthless Neil Robertson regains Gdynia Open snooker title - snooker-news.com". Livesnooker.com. مؤرشف من الأصل في 2016-01-17. اطلع عليه بتاريخ 2015-09-20.
2. 1 2 3 4 5 6 7  Davis، Steve (7 يناير 2015). "Steve Davis charts the rise of snooker's century breaks". بي بي سي سبورت. مؤرشف من الأصل في 2015-01-18. اطلع عليه بتاريخ 2015-01-13.
3. ↑  Everton، Clive (18 أكتوبر 2004). "Burnett's break goes one better". الغارديان. مؤرشف من الأصل في 2019-11-05. اطلع عليه بتاريخ 2012-05-09.
4. ↑  Everton، Clive (16 ديسمبر 2001). "Century king Ronnie". Snooker. بي بي سي سبورت. مؤرشف من الأصل في 2018-10-18. اطلع عليه بتاريخ 2014-05-05.
5. ↑  "Snooker's Leading Century Makers". cajt.pwp.blueyonder.co.uk. Chris Turner's Snooker Archive. مؤرشف من الأصل في 2013-03-08. اطلع عليه بتاريخ 2011-10-30.
6. ↑  "Robertson Wins / Makes Historic Century". World Snooker. الرابطة المحترفة العالمية للبلياردو والسنوكر  [لغات أخرى]‏. 30 أبريل 2014. مؤرشف من الأصل في 2014-05-02. اطلع عليه بتاريخ 2014-05-01.{{استشهاد ويب}}:  صيانة الاستشهاد: علامات ترقيم زائدة (link)
7. ↑  "Snooker world number one Neil Robertson - I'll break record with 100th century - Mirror Online". Mirror.co.uk. 22 نوفمبر 2013. مؤرشف من الأصل في 2019-10-08. اطلع عليه بتاريخ 2015-09-20.
8. 1 2 3 4 5 6 7 8 9 10 11 12 13 14 15 16 17 18 19 20 21 22 23 24 25 26 27 28 29 30 31 32 33 34 35 36 37 38  "Century Break". RKG Snooker. 17 أكتوبر 2018. مؤرشف من الأصل في 2020-02-16. اطلع عليه بتاريخ 2018-10-17.
9. 1 2 3  "Ronnie O'Sullivan notches 1,000th century in Players Championship victory". Eurosport. 10 مارس 2019. مؤرشف من الأصل في 2019-10-10. اطلع عليه بتاريخ 2019-03-10.
10. 1 2  Phillips، Owen (2 مايو 2012). "Stephen Hendry retires". بي بي سي. مؤرشف من الأصل في 2017-01-09. اطلع عليه بتاريخ 2012-05-02.
11. 1 2  Chowdhury، Saj (21 يناير 2018). "Mark Allen beats John Higgins 6-3 to join Kyren Wilson in final". بي بي سي. مؤرشف من الأصل في 2019-04-26. اطلع عليه بتاريخ 2018-01-21.
12. 1 2  "Neil Robertson Wins Championship League Group One". SnookerHQ. 3 يناير 2019. مؤرشف من الأصل في 2019-04-12.
13. 1 2 3 4  "Ronnie O'sullivan – The Millennial Man". World Snooker. 10 مارس 2019. مؤرشف من الأصل في 2019-12-17.
14. 1 2  "UK Championship: Mark Allen beats Stephen Maguire 6-1 to reach semi-finals". بي بي سي. 7 ديسمبر 2018. مؤرشف من الأصل في 2019-04-17.
15. 1 2  Hafez، Shamoon (17 أبريل 2016). "Steve Davis: Snooker great retires after 38-year career". بي بي سي. مؤرشف من الأصل في 2019-08-11. اطلع عليه بتاريخ 2016-04-22.
16. 1 2  Kalb, Rolf (6 Nov 2012). "Snooker - Ding souverän - aber verpasst Maximum-Break" (بالألمانية). ياهو! Eurosport. Archived from the original on 2012-11-10. Retrieved 2012-11-06.
17. ↑  "Barry Hawkins too much for Shaun Murphy in round one of the Masters". Metro. 15 يناير 2019. مؤرشف من الأصل في 2019-04-16. اطلع عليه بتاريخ 2019-01-16.
18. ↑  "Tournament Blogs". World Snooker. 15 أبريل 2011. مؤرشف من الأصل في 2014-05-02.
19. 1 2  "Snooker: Stephen Hendry recognises shades of himself in Neil Robertson". Independent. 2 مايو 2014. مؤرشف من الأصل في 2018-07-03. اطلع عليه بتاريخ 2014-05-04.
20. 1 2  "Paul Hunter". Telegraph. مؤرشف من الأصل في 2019-04-03. اطلع عليه بتاريخ 2015-09-20.
21. 1 2  "Preston Preview". World Snooker. 24 مارس 2014. مؤرشف من الأصل في 2014-06-06.
22. 1 2  Ben Blackmore. "Snooker World Games 2013: British Duo Experience Failure". Bleacher Report. مؤرشف من الأصل في 2019-04-03. اطلع عليه بتاريخ 2015-09-20.
23. 1 2  "Trump continues form in Poland". Snooker HQ. 8 فبراير 2014. مؤرشف من الأصل في 2019-04-04. اطلع عليه بتاريخ 2014-06-05.
24. ↑  "Judd Trump net worth: The No.3 snooker player competing in Masters 2018 has THIS sum". Snooker Globe. 25 مارس 2018. مؤرشف من الأصل في 2018-08-15.
25. ↑  "Selby Makes 500th Century". World Snooker. 5 يناير 2018. مؤرشف من الأصل في 2019-08-09. اطلع عليه بتاريخ 2018-01-11.
26. ↑  Crawford، Simon (31 أكتوبر 2016). "Home comforts for Ding Junhui". Sporting Life. مؤرشف من الأصل في 2020-03-26. اطلع عليه بتاريخ 2016-12-05.
27. ↑  Kane، Desmond (26 أبريل 2016). "Marco Fu interview: How legacy of legendary snooker boozer 'Big Bill' Werbeniuk lives on". Eurosport. مؤرشف من الأصل في 2019-08-09. اطلع عليه بتاريخ 2016-12-05.
28. ↑  Kalb, Rolf (14 Mar 2014). "World Open - Shaun Murphy mit Fluke im Halbfinale" (بالألمانية). ياهو! Eurosport. Archived from the original on 2014-04-29. Retrieved 2014-04-28.
29. ↑  Crawford، Simon (9 مارس 2015). "Williams to roll back the years". Sporting Life. مؤرشف من الأصل في 2016-03-22. اطلع عليه بتاريخ 2015-12-17.
30. ↑  Kalb, Rolf (18 Feb 2013). "Welsh Open - Maguire beendet Durststrecke" (بالألمانية). ياهو! Eurosport. Archived from the original on 2013-02-21. Retrieved 2013-02-18.
31. ↑  Davies، Jonathan (29 أكتوبر 2016). "Ruthless Selby brushes past Bingham to set up Ding showdown in the International Championship final". livesnooker.com. مؤرشف من الأصل في 2018-08-29. اطلع عليه بتاريخ 2016-12-05.
32. ↑  Happe، Liam (1 أبريل 2012). "Ebdon edges Maguire in epic final". Yahoo! Sport – UK & Ireland. ياهو! and Eurosport. مؤرشف من الأصل في 2020-02-24. اطلع عليه بتاريخ 2012-04-01.
33. ↑  Welton، Blake. "Who are the Welsh players set to compete at the Snooker World Grand Prix?". Daily Post. مؤرشف من الأصل في 2018-07-10. اطلع عليه بتاريخ 2015-09-20.
34. ↑  Hendon، Dave (1 ديسمبر 2013). "Opportunity Knocks for New faces". Snooker Scene Blog. مؤرشف من الأصل في 2016-07-20. اطلع عليه بتاريخ 2013-04-28.
35. ↑  "Barry Hawkins too much for Shaun Murphy in round one of the Masters". Metro. 15 يناير 2019. مؤرشف من الأصل في 2019-04-16. اطلع عليه بتاريخ 2019-01-16.
36. ↑  "Tournament Blogs". World Snooker. 15 أبريل 2011. مؤرشف من الأصل في 2014-05-02.
37. ↑  Phillips، Owen (28 نوفمبر 2014). "BBC Sport - UK Championship 2014: David Gilbert keen to build on victory". Bbc.com. مؤرشف من الأصل في 2015-09-24. اطلع عليه بتاريخ 2015-09-20.
38. ↑  "Ford aiming for major breakthrough". World Snooker. سبتمبر 4, 2012. مؤرشف من الأصل في ديسمبر 3, 2013. اطلع عليه بتاريخ يونيو 5, 2014.
39. ↑  "YouTube". YouTube. مؤرشف من الأصل في 2016-01-17. اطلع عليه بتاريخ 2015-09-20.
40. ↑  Day، Michael (17 أبريل 2015). "Snooker Tips — World Championship Day 1 Tips — Mark Selby v Kurt Maflin". WeLoveBetting.co.uk. مؤرشف من الأصل في 2019-04-04. اطلع عليه بتاريخ 2015-09-20.
41. ↑  Hafez، Shamoon (15 يناير 2015). "Masters 2015: Ronnie O'Sullivan breaks Stephen Hendry's record". بي بي سي سبورت. مؤرشف من الأصل في 2015-09-24. اطلع عليه بتاريخ 2015-01-15.
42. ↑  Hayton، Eric (2004). The CueSport Book of Professional Snooker. Suffolk: Rose Villa Publications. ص. 5. ISBN:978-0-9548549-0-4.
43. ↑  "On This Week: Nugget 147 - Snooker". Eurosport. 11 يناير 2010. مؤرشف من الأصل في 2019-04-05. اطلع عليه بتاريخ 2015-09-20.
44. 1 2 3 4  Turner، Chris. "Various Snooker Records". Chris Turner's Snooker Archive. مؤرشف من الأصل في 2013-01-28. اطلع عليه بتاريخ 2011-05-11.
45. ↑  Everton، Clive (24 أبريل 2011). "Mark Selby breaks Crucible century record and Stephen Hendry". الغارديان. مؤرشف من الأصل في 2018-10-17. اطلع عليه بتاريخ 2013-05-05.
46. ↑  Goulding، Neil (25 أبريل 2011). "Snooker: Selby sets record to leave Hendry clinging on". ذي إندبندنت. مؤرشف من الأصل في 2011-04-27.
47. ↑  Dee، John (1 مايو 2008). "Ronnie O'Sullivan pegs back Stephen Hendry". ديلي تلغراف. مؤرشف من الأصل في 2018-08-31. اطلع عليه بتاريخ 2013-05-05.
48. ↑  "Betfred.com World Championship (2011)". Snooker.org. مؤرشف من الأصل في 2019-08-16. اطلع عليه بتاريخ 2013-05-05.
49. ↑  Hendon، Dave (10 يوليو 2011). "Wuxi Rivalry for World Cup Team-Mates". Snooker Scene Blog. مؤرشف من الأصل في 2016-03-04. اطلع عليه بتاريخ 2013-05-05.
50. ↑  Nunns، Hector (24 أبريل 2013). "Judd Trump sets century breaks record in victory over Dominic Dale". ذا تايمز. مؤرشف من الأصل في 2015-05-11. اطلع عليه بتاريخ 2013-05-05.
51. ↑  "Selby Takes First UK Crown". World Snooker. الرابطة المحترفة العالمية للبلياردو والسنوكر  [لغات أخرى]‏. 10 ديسمبر 2012. مؤرشف من الأصل في 2014-01-16. اطلع عليه بتاريخ 2013-05-05.{{استشهاد بخبر}}:  صيانة الاستشهاد: علامات ترقيم زائدة (link)
52. ↑  "Murphy 147 / Robertson Centuries Record". World Snooker. الرابطة المحترفة العالمية للبلياردو والسنوكر  [لغات أخرى]‏. 9 يناير 2014. مؤرشف من الأصل في 2014-01-09. اطلع عليه بتاريخ 2014-04-23.{{استشهاد ويب}}:  صيانة الاستشهاد: علامات ترقيم زائدة (link)
53. ↑  "Neil Robertson hits historic 100th century break". بي بي سي سبورت. 30 أبريل 2014. مؤرشف من الأصل في 2015-09-24. اطلع عليه بتاريخ 2014-04-30.
54. ↑  "Dafabet World Championship: century breaks". World Snooker. الرابطة المحترفة العالمية للبلياردو والسنوكر  [لغات أخرى]‏. مؤرشف من الأصل في 2014-05-05. اطلع عليه بتاريخ 2014-05-05.{{استشهاد ويب}}:  صيانة الاستشهاد: علامات ترقيم زائدة (link)
55. ↑  Bazeley، Marc (18 أبريل 2014). "Dafabet World Snooker Championship: Neil Robertson takes aim at Don Bradman's mark". Cambridge News. مؤرشف من الأصل في 2014-04-24. اطلع عليه بتاريخ 2014-04-23.
56. ↑  "UK Championship (1994)". Snooker.org. مؤرشف من الأصل في 2020-02-24. اطلع عليه بتاريخ 2013-05-07.
57. ↑  "Ronnie O'Sullivan takes the title". Sporting Life. 6 مايو 2013. مؤرشف من الأصل في 2013-05-09.
58. ↑  "Trump Tops the World". World Snooker. الرابطة المحترفة العالمية للبلياردو والسنوكر  [لغات أخرى]‏. 6 مايو 2019. مؤرشف من الأصل في 2019-05-07.{{استشهاد ويب}}:  صيانة الاستشهاد: علامات ترقيم زائدة (link)
59. ↑  Goulding، Neil (6 مايو 2013). "Snooker: Ronnie O'Sullivan defends world title against Barry Hawkins as if he'd never been away". ذي إندبندنت. مؤرشف من الأصل في 2018-02-24. اطلع عليه بتاريخ 2013-05-06.
60. ↑  "World Snooker: Record-breaking Selby close to victory". بي بي سي سبورت. BBC. 24 أبريل 2011. مؤرشف من الأصل في 2020-02-24. اطلع عليه بتاريخ 2011-04-24.
61. ↑  "Five-Ton Fergal Floors Hawk". World Snooker. الرابطة المحترفة العالمية للبلياردو والسنوكر  [لغات أخرى]‏. 27 نوفمبر 2016. مؤرشف من الأصل في 2016-11-27.{{استشهاد بخبر}}:  صيانة الاستشهاد: علامات ترقيم زائدة (link)
62. ↑  "China's Ding Into First World Final". World Snooker. الرابطة المحترفة العالمية للبلياردو والسنوكر  [لغات أخرى]‏. 30 أبريل 2016. مؤرشف من الأصل في 2016-05-01.{{استشهاد ويب}}:  صيانة الاستشهاد: علامات ترقيم زائدة (link)
63. ↑  "World Championship Qualifiers – Centuries". World Snooker Live Scores. الرابطة المحترفة العالمية للبلياردو والسنوكر  [لغات أخرى]‏. مؤرشف من الأصل في 2016-05-18.{{استشهاد ويب}}:  صيانة الاستشهاد: علامات ترقيم زائدة (link)
64. ↑  "World Championship – Centuries". World Snooker Live Scores. الرابطة المحترفة العالمية للبلياردو والسنوكر  [لغات أخرى]‏. مؤرشف من الأصل في 2016-05-17.{{استشهاد ويب}}:  صيانة الاستشهاد: علامات ترقيم زائدة (link)
65. ↑  "Ronnie O'Sullivan coy over defending world snooker title". بي بي سي سبورت. 7 مايو 2013. مؤرشف من الأصل في 2013-08-07. اطلع عليه بتاريخ 2013-05-07.
66. ↑  "Crucible centuries since 1977". Sporting Life. 14 أبريل 2016. مؤرشف من الأصل في 2016-04-30.
67. ↑  "World Championship: Centuries". World Snooker Live Scores. الرابطة المحترفة العالمية للبلياردو والسنوكر  [لغات أخرى]‏. مؤرشف من الأصل في 2016-04-30.{{استشهاد ويب}}:  صيانة الاستشهاد: علامات ترقيم زائدة (link)
68. ↑  "World Championship: Centuries". World Snooker Live Scores. الرابطة المحترفة العالمية للبلياردو والسنوكر  [لغات أخرى]‏. مؤرشف من الأصل في 2017-04-27.{{استشهاد ويب}}:  صيانة الاستشهاد: علامات ترقيم زائدة (link)
69. ↑  "A Century of Centuries at the Crucible". World Snooker. الرابطة المحترفة العالمية للبلياردو والسنوكر  [لغات أخرى]‏. 6 مايو 2019. مؤرشف من الأصل في 2019-05-07.{{استشهاد ويب}}:  صيانة الاستشهاد: علامات ترقيم زائدة (link)
70. ↑  "Kyren Wilson & Anthony Hamilton make history with six straight tons". بي بي سي. 11 فبراير 2016. مؤرشف من الأصل في 2019-04-02. اطلع عليه بتاريخ 2014-04-30.
71. ↑  "Trump Storms Into Last 16". World Snooker. الرابطة المحترفة العالمية للبلياردو والسنوكر  [لغات أخرى]‏. 24 أبريل 2011. مؤرشف من الأصل في 2014-01-16. اطلع عليه بتاريخ 2013-10-06.{{استشهاد ويب}}:  صيانة الاستشهاد: علامات ترقيم زائدة (link)